# Senjak
Senjak (en serbe cyrillique : Сењак) est un quartier de Belgrade, la capitale de la Serbie. Il est situé dans la municipalité de Savski venac. En 2002, la communauté locale de Topčidersko brdo-Senjak comptait 7 249 habitants.
Avec ses résidences luxueuses et ses ambassades, Senjak est généralement considéré l'un des quartiers les plus élégants de la capitale serbe.

## Localisation
Le quartier de Senjak est situé à environ 7 km du centre-ville de Belgrade, au sommet de la colline abrupte de Topčidersko brdo, dans un secteur qui domine la Foire de Belgrade, qui est installée au bord de la Save. Il est entouré par les quartiers de Topčider et Careva Ćuprija au sud, Mostarska petlja au nord, Prokop et Dedinje à l'est. Le quartier, de forme triangulaire, est longé, sur deux côtés, par deux importants boulevards : le bulevar Vojvode Mišića (« Boulevard Živojin Mišić ») et le bulevar Vojvode Putnika (« Boulevard Radomir Putnik »).

## Histoire
À l'origine, Senjak faisait partie de la municipalité de Topčidersko brdo, qui a été réunie à la municipalité Zapadni Vračar en 1957 pour créer l'actuelle municipalité de Savski venac.

## Caractéristiques

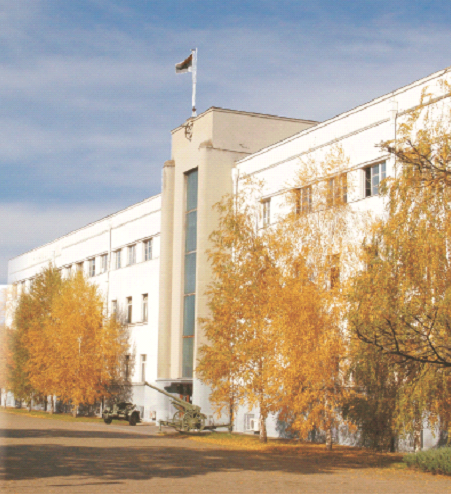
L'Académie militaire de Belgrade

Comme le quartier voisin de Dedinje, Senjak est généralement considéré comme l'un des quartiers les plus prospères de la ville de Belgrade. Après 1945, il a partagé le même sort que son voisin : presque tous les habitants du quartier furent déclarés ennemis d'État par les nouvelles autorités communistes et leurs villas furent confisquées au profit de l'élite politique et militaire du nouveau régime.
Parmi les curiosités du quartier, on peut citer :
- l'Académie militaire de Belgrade, située 33 Generala Pavla Jurišića Šturma, dont l'origine remonte à 1830[2] ; ses locaux, construits après la Première Guerre mondiale sur l'ordre du roi Pierre Ier, ont servi de quartier général aux forces d'occupation allemandes pour leurs opérations dans les Balkans ;
- la maison d'été du roi Pierre Ier, près de l'Académie militaire ;
- le musée d'art africain, qui a ouvert ses portes en 1977[3] ; il est situé 14 rue Andre-Nikolića ;
- le musée Toma Rosandić, situé 30 rue Kozjačka et 3 rue Vasilija Gaćeše ; ce musée mémoriel a ouvert ses portes en 1963 et dépend du Musée de la Ville de Belgrade[4] ; il est installé dans la maison où le sculpteur a vécu et travaillé jusqu'à sa mort ; construit en 1929, l'édifice est aujourd'hui inscrit sur la liste des propriétés culturelles de la Ville de Belgrade[5] ;
- l'École française de Belgrade, située 31/35 rue Kablarska ; fondée en 1951, elle comprend une école primaire, un collège et un lycée[6] ;
- le Centre municipal de culture physique (en serbe : Градски центар за физику културу et Gradski centar za fiziku kulturu), situé 27 rue Deligradska ; il a ouvert ses portes en 1936[7] ; la gymnaste yougoslave Milena Reljin y a commencé sa carrière ;
- le stade du FK Grafičar Beograd, un club de football fondé en 1922 ; le stade, situé 31 rue Vase Pelagica, peut accueillir environ 1 000 spectateurs[8] ;
- les Archives de Yougoslavie (Arhiv Jugoslavije), situées 33 rue Vase Pelagića ; elles ont été créées en 1950[9] ;
- deux pins de l'Himalaya (Pinus wallichiana), plantés en 1929, dans la cour de la maison du savant Milutin Milanković, rue Žanke Stokić[10].

## Gospodarska mehana
Gospodarska Mehana (en serbe cyrillique : Господарска механа) est un sous-quartier de Senjak dont il forme la partie la plus occidentale. Il tire son nom de la plus ancienne kafana de Belgrade, fondée en 1820 dans ce qui constituait alors un faubourg de la capitale serbe. Il est situé sur les pentes qui descendent vers la Save, au nord de la Foire de Belgrade et au nord du confluent de la Topčiderska reka et de la Save.
Au début du XIXe siècle, le quartier disposait d'un poste de douane et il constituait un arrêt pour les bateaux qui transportaient des cochons au-delà de la Save jusqu'en Autriche.